# Faro de Maspalomas
De Faro de Maspalomas is een vuurtoren op het meest zuidelijk gelegen punt van Gran Canaria (Canarische Eilanden, Spanje). De vuurtoren ligt op Punta de Maspalomas, westelijk van het strand van Maspalomas, naast de duinen en oases met dezelfde naam en zorgt als oriëntatiepunt voor de beveiliging van zeevaart langs de zuidkust van Gran Canaria.
De vuurtoren, die door de plaatselijke bevolking ook kortweg El Faro genoemd wordt, is bijna zestig meter hoog. Het betreft de oudste vuurtoren die nog in bedrijf is op de Canarische Eilanden. Hij wordt vanwege zijn ouderdom beschouwd als een monument. Het besluit tot de bouw van een vuurtoren in Maspalomas dateerde al uit 1861 maar pas in 1884 werd het ontwerp gemaakt. Het gebouw werd ontworpen door de ingenieur Juan Castillo Leon. De werkzaamheden duurden tot 1889. Op 1 februari 1890 werd El Faro de Maspalomas in gebruik genomen.

## Afbeeldingen

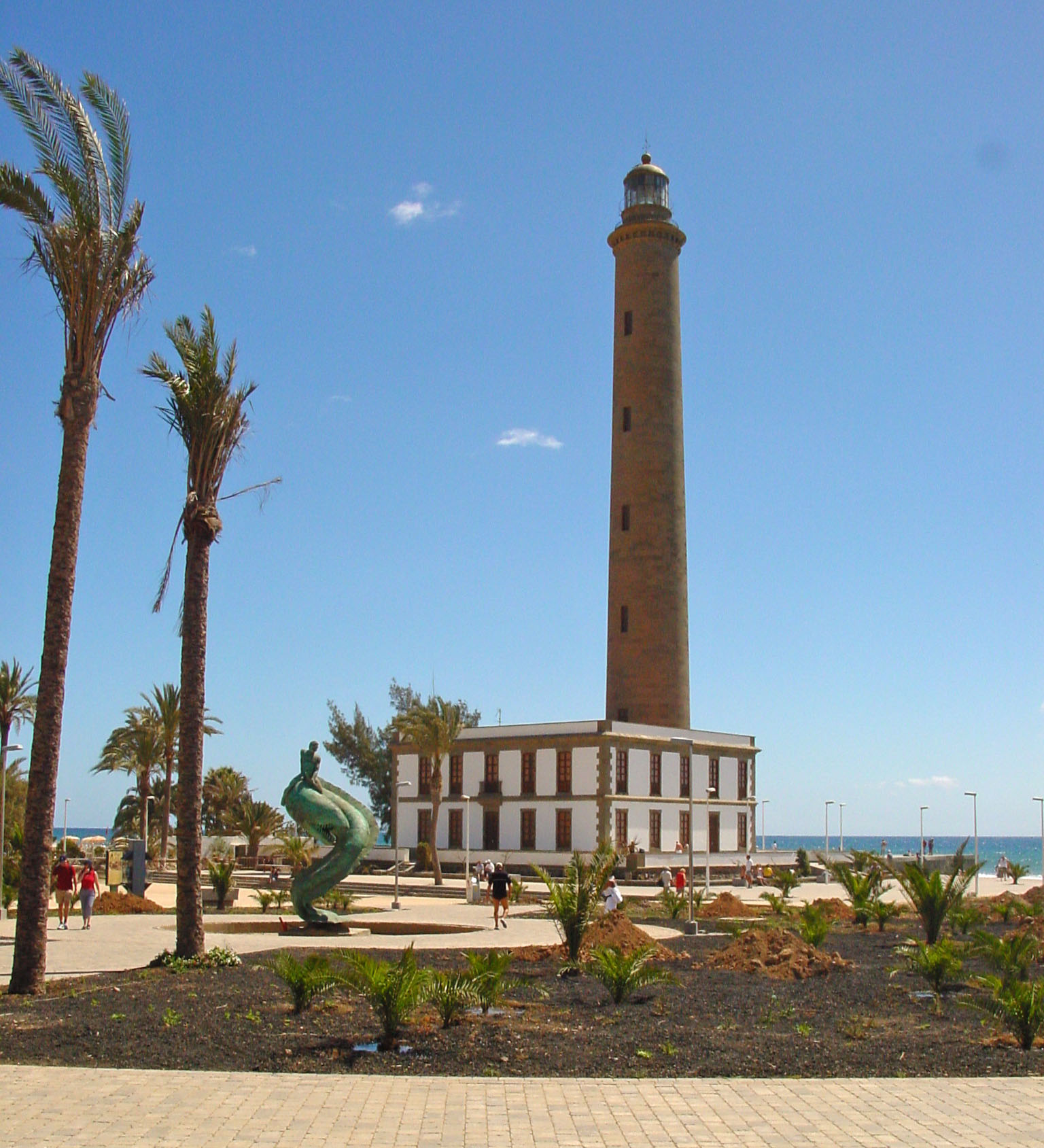
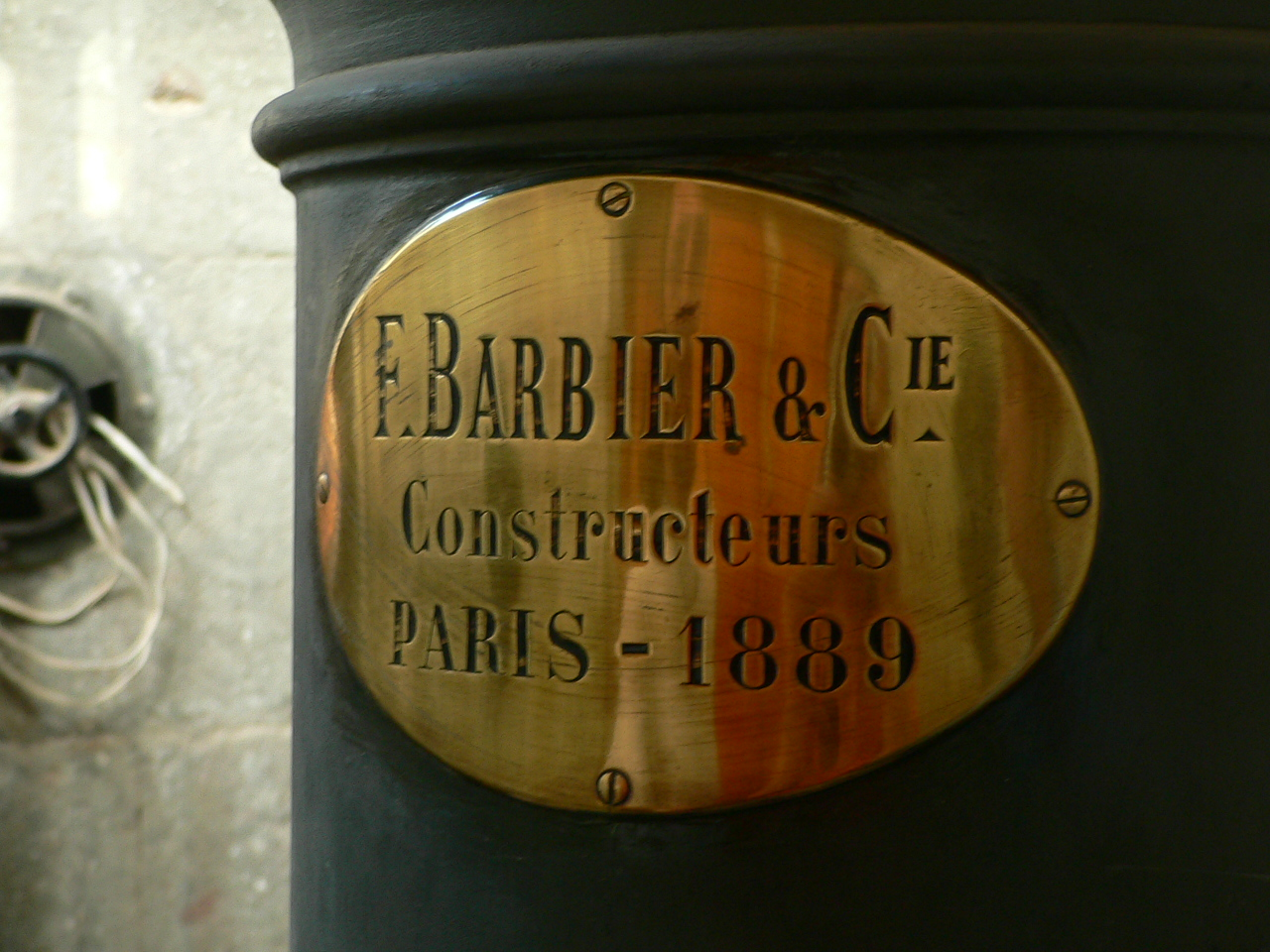
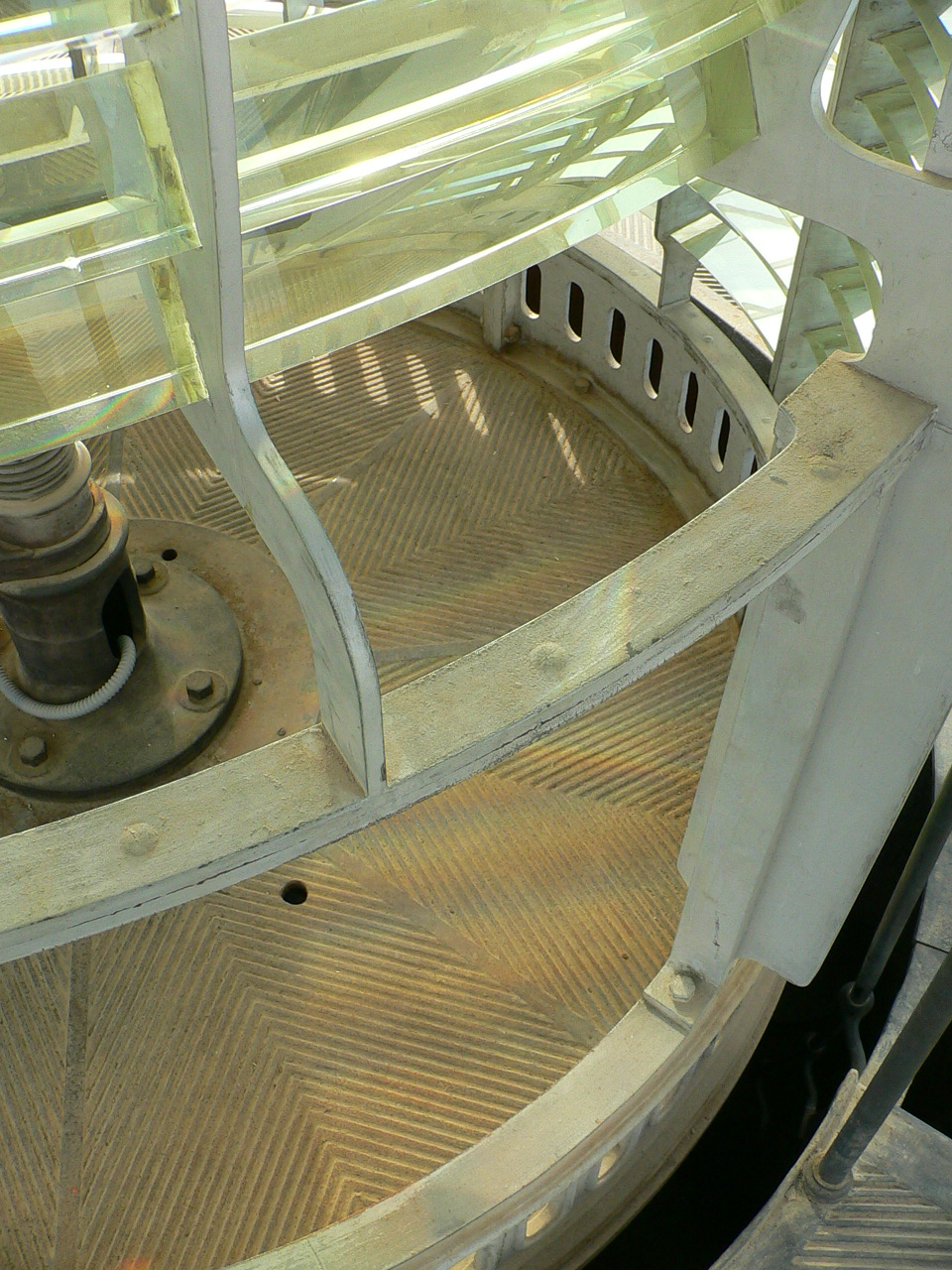
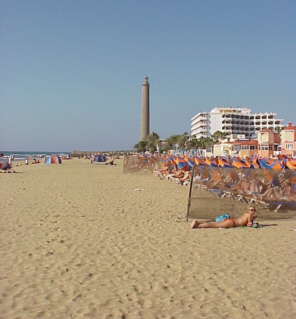